# Higginson (Arkansas)
Higginson est une ville située dans l’État américain de l'Arkansas, dans le comté de White.